# Festival international du film fantastique de Puchon
 (juin 2018).
 (octobre 2024).
 (octobre 2024).
Le Festival international du film fantastique de Puchon (PiFan), se tient chaque année en juillet à Bucheon en Corée du Sud. Inauguré en 1997, il est consacré au cinéma fantastique.
Le festival comporte huit sections consacrées aux courts et longs métrages fantastiques.
- Puchon Choice
- World Fantastic Cinema, une présentation des derniers films fantastiques du monde. La section est considérée comme étant la plus représentative du festival.
- Fantastic Short Films, réservée aux courts-métrages
- Vision Express
- The Masters
- Forbidden Zone
- Family Fanta
- Ani-Fanta, réservée aux pièces d'animation
- Special Programs, une présentation de vastes programmes thématiques, axés sur des genres ou des thèmes spécifiques
- Rétrospectives
- Open Cine Parade

## Palmarès

### Années 1990

#### 1997
| Prix                  | Film                    | Lauréat         | Pays         |
| --------------------- | ----------------------- | --------------- | ------------ |
| Meilleur de Puchon    | Kitchen                 | Yim Ho          | Hong Kong    |
| Choix du jury         | Freeway                 | Matthew Bright  | États-Unis   |
| Choix des citoyens    | The Ugly                | Scott Reynolds  | Australie    |
| Choix des internautes | The Contact (Cheob-sok) | Chang Yoon-hyun | Corée du Sud |

#### 1998
| Prix                  | Film                               | Lauréat            | Pays     |
| --------------------- | ---------------------------------- | ------------------ | -------- |
| Meilleur de Puchon    | Samurai Fiction                    | Hiroyuki Nakano    | Japon    |
| Choix du jury         | L'arcano incantatore               | Pupi Avati         | Italie   |
| Choix des citoyens    | Der Unfisch                        | Robert Dornhelm    | Autriche |
| Choix des internautes | Alexander Senki (Arekusandā Senki) | Yoshinori Kanemori | Japon    |

#### 1999
| Prix                  | Film                  | Lauréat                          | Pays       |
| --------------------- | --------------------- | -------------------------------- | ---------- |
| Meilleur de Puchon    | Siam Sunset           | John Polson                      | Australie  |
| Choix du jury         | Cube                  | Vincenzo Natali                  | Canada     |
| Choix des citoyens    | Entre les jambes      | Manuel Gómez Pereira             | Espagne    |
| Choix des internautes | Le Projet Blair Witch | Daniel Myrick et Eduardo Sánchez | États-Unis |

### Années 2000

#### 2000
| Prix                                  | Film                                                           | Lauréat                 | Pays         |
| ------------------------------------- | -------------------------------------------------------------- | ----------------------- | ------------ |
| Meilleur de Puchon                    | La plus laide femme dans le monde (La mujer más fea del mundo) | Miguel Bardem           | Espagne      |
| Meilleur réalisateur                  | Owls' Castle (Fukuro no shiro)                                 | Masahiro Shinoda        |              |
| Meilleur acteur                       | Pourquoi se marier le jour de la fin du monde ?                | Pascal Greggory         |              |
| Meilleure actrice                     | Witchcraft (Myrkrahöfðinginn)                                  | Sara Dögg Ásgeirsdóttir |              |
| Grand prix pour les courts-métrages   | Le Perruquier (The Periwig-Maker)                              | Steffen Schäffler       | Allemagne    |
| Choix du jury - Court-métrage         | La comtesse de Castiglione                                     | David Lodge             | Royaume-Uni  |
| Choix du jury - Long métrage          | La Secte sans nom (Los sin nombre)                             | Jaume Balagueró         | Espagne      |
| Choix des citoyens - Court-métrage    | Black XXX-Mas                                                  | Pieter Van Hees         | Belgique     |
| Choix des citoyens - Long métrage     | Tuvalu                                                         | Veit Helmer             | Allemagne    |
| Prix pour l'accomplissement d'une vie | —                                                              | Choi Moo-ryong          | Corée du Sud |

#### 2001
| Prix                                | Film                                  | Lauréat             | Pays                  |
| ----------------------------------- | ------------------------------------- | ------------------- | --------------------- |
| Meilleur de Puchon                  | The Price of Milk                     | Harry Sinclair (en) | Nouvelle-Zélande      |
| Meilleur réalisateur                | Turn                                  | Hideyuki Hirayama   |                       |
| Meilleur acteur                     | Drei Chinesen mit dem Kontrabass      | Boris Aljinovic     |                       |
| Meilleure actrice                   | Nabi                                  | Kang Hye-jeong      |                       |
| Grand prix pour les courts-métrages | The Tale of the Rat That Wrote        | Billy O'Brien       | Royaume-Uni / Irlande |
| Choix du jury - Court-métrage       | Copy Shop                             | Virgil Widrich      | Autriche              |
| Choix du jury - Long métrage        | Les larmes du tigre noir (ฟ้าทะลายโจร) | Wisit Sasanatieng   | Thaïlande             |
| Choix des citoyens - Court-métrage  | Rejected                              | Don Hertzfeldt      | États-Unis            |
| Choix des citoyens - Long métrage   | Drei Chinesen mit dem Kontrabass      | Klaus Krämer        | Allemagne             |

#### 2002
| Prix                                | Film                                        | Lauréat               | Pays         |
| ----------------------------------- | ------------------------------------------- | --------------------- | ------------ |
| Meilleur de Puchon                  | Mein Bruder, der Vampir                     | Sven Taddicken        | Allemagne    |
| Meilleur réalisateur                | Mein Bruder, der Vampir                     | Sven Taddicken        |              |
| Meilleur acteur                     | Mein Bruder, der Vampir                     | Roman Knizka          |              |
| Meilleure actrice                   | Die Gottesanbeterin                         | Christiane Hörbiger   |              |
| Grand prix pour les courts-métrages | Salade du jour (Desaliñada)                 | Gustavo Salmerón (en) | Espagne      |
| Choix du jury - Court-métrage       | The Pitch                                   | Nash Edgerton         | Australie    |
| Choix du jury - Long métrage        | Dark Water (Honogurai Mizu no soko kara)    | Hideo Nakata          | Japon        |
| Choix des citoyens - Court-métrage  | Salade du jour (Desaliñada)                 | Gustavo Salmerón (en) | Espagne      |
| Choix des citoyens - Long métrage   | Bet on My Disco (Hae-jeok, discowang doeda) | Kim Dong-won          | Corée du Sud |

#### 2003
| Prix                                | Film                                        | Lauréat              | Pays             |
| ----------------------------------- | ------------------------------------------- | -------------------- | ---------------- |
| Meilleur de Puchon                  | Save the Green Planet! (Jigureul jikyeora!) | Jang Joon-hwan       | Corée du Sud     |
| Meilleur réalisateur                | Robot Stories                               | Greg Pak             |                  |
| Meilleur acteur                     | Save the Green Planet! (Jigureul jikyeora!) | Baek Yun-shik        |                  |
| Meilleure actrice                   | Robot Stories                               | Wai Ching Ho         |                  |
| Grand prix pour les courts-métrages | Def                                         | Ian Clark            | Royaume-Uni      |
| Choix du jury - Court-métrage       | L'union fait la force (De beste går først)  | Hans Petter Moland   | Norvège          |
| Choix du jury - Long métrage        | Nos miran                                   | Norberto López Amado | Espagne / Italie |
| Choix des citoyens - Court-métrage  | Def                                         | Ian Clark            | Royaume-Uni      |
| Choix des citoyens - Long métrage   | Save the Green Planet! (Jigureul jikyeora!) | Jang Joon-hwan       | Corée du Sud     |

#### 2004
| Prix                                                                          | Film                                            | Lauréat                               | Pays         |
| ----------------------------------------------------------------------------- | ----------------------------------------------- | ------------------------------------- | ------------ |
| Meilleur de Puchon                                                            | Arahan                                          | Ryoo Seung-wan                        | Corée du Sud |
| Meilleur réalisateur                                                          | Buena vida (Delivery)                           | Leonardo Di Cesare                    |              |
| Meilleur acteur                                                               | Aaltra                                          | Benoît Delépine et Gustave de Kervern |              |
| Meilleure actrice                                                             | Suicide Me (Naai asok kap naangsaao phloenchit) | Nat Wattanapat                        |              |
| Grand prix pour les courts-métrages                                           | Goodbye, Cruel World                            | Vito Rocco                            | Royaume-Uni  |
| Choix du jury - Court-métrage                                                 | Meine Eltern                                    | Neele Leana Vollmar                   | Allemagne    |
| Choix du jury - Long métrage                                                  | The Taste of Tea (Cha no aji)                   | Katsuhito Ishii                       | Japon        |
| Choix des citoyens - Court-métrage                                            | Meine Eltern                                    | Neele Leana Vollmar                   | Allemagne    |
| Choix des citoyens - Long métrage                                             | Arahan                                          | Ryoo Seung-wan                        | Corée du Sud |
| Prix Fédération des festivals européens de film fantastique                   | Virumaandi                                      | Kamal Hassan                          | Inde         |
| Prix Fédération des festivals européens de film fantastique - Special Mention | Ghost in the Shell 2: Innocence                 | Mamoru Oshii                          | Japon        |

#### 2005
| Prix                                | Film                                    | Lauréat                                                                  | Pays     |
| ----------------------------------- | --------------------------------------- | ------------------------------------------------------------------------ | -------- |
| Meilleur de Puchon                  | The Dark Hours                          | Paul Fox                                                                 | Canada   |
| Meilleur réalisateur                | Inconscientes                           | Joaquín Oristrell                                                        |          |
| Meilleur acteur                     | Buppah Rahtree Phase 2: Rahtree Returns | Phan Rojanarangsri, Supakorn Srisawat, Somjai Sukjai et Banphot Weerarat |          |
| Meilleure actrice                   | Johanna                                 | Orsolya Tóth                                                             |          |
| Meilleure actrice                   | The Dark Hours                          | Kate Greenhouse                                                          |          |
| Grand prix pour les courts-métrages | Ryan                                    | Chris Landreth                                                           | Canada   |
| Choix du jury - Court-métrage       | Les 10 marches                          | Brendan Muldowney                                                        | Irlande  |
| Choix du jury - Long métrage        | Nuit noire                              | Olivier Smolders                                                         | Belgique |
| Choix des citoyens - Court-métrage  | Alice et moi                            | Micha Wald                                                               | Belgique |
| Choix des citoyens - Long métrage   | Hari Om                                 | Ganapathy Bharat                                                         | Inde     |

#### 2006
| Prix                                                                           | Film                                        | Lauréat                          | Pays                    |
| ------------------------------------------------------------------------------ | ------------------------------------------- | -------------------------------- | ----------------------- |
| Meilleur de Puchon                                                             | Adam's Apples                               | Anders Thomas Jensen             | Allemagne / Danemark    |
| Meilleur réalisateur                                                           | Storm                                       | Måns Mårlind et Björn Stein      |                         |
| Meilleur acteur                                                                | Adam's Apples                               | Ulrich Thomsen et Mads Mikkelsen |                         |
| Meilleure actrice                                                              | Noriko's Dinner Table (Noriko no shokutaku) | Kazue Fukiishi                   |                         |
| Grand prix pour les courts-métrages                                            | Comme un air                                | Yohann Gloaguen                  | France                  |
| Choix du jury - Court-métrage                                                  | Dernier cri                                 | Grégory Morin                    | France                  |
| Choix du jury - Long métrage                                                   | Severance                                   | Christopher Smith                | Royaume-Uni / Allemagne |
| Choix des citoyens - Court-métrage                                             | Lock-smith                                  | Park Jae-hong                    | Corée du Sud            |
| Choix des citoyens - Long métrage                                              | Noriko's Dinner Table (Noriko no shokutaku) | Shion Sono                       | Japon                   |
| Choix des enfants                                                              | Tori & Rabi                                 | Choi Jae-jin                     | Corée du Sud            |
| Prix Fédération des festivals européens de film fantastique                    | The Maid                                    | Kelvin Tong                      | Singapour               |
| Prix Fédération des festivals européens de film fantastique - Mention spéciale | Roommates                                   | Kim Eun-kyung                    | Corée du Sud            |

#### 2007
| Prix                                                                           | Film                                                    | Lauréat                            | Pays         |
| ------------------------------------------------------------------------------ | ------------------------------------------------------- | ---------------------------------- | ------------ |
| Meilleur de Puchon                                                             | 13 jeux de mort (13 เกมสยอง)                            | Chookiat Sakveerakul               | Thaïlande    |
| Meilleur réalisateur                                                           | Confession d'un cannibale (Rohtenburg)                  | Martin Weisz                       |              |
| Meilleur acteur                                                                | Confession d'un cannibale (Rohtenburg)                  | Thomas Kretschmann et Thomas Huber |              |
| Meilleure actrice                                                              | Diary (Mon seung)                                       | Charlene Choi                      |              |
| Meilleur court-métrage coréen                                                  | Juanito Under the Orange Tree (Juanito bajo el naranjo) | Juan Carlos Villamizar             |              |
| Grand prix pour les courts-métrages                                            | The Villains                                            | Jang Hun                           | Colombie     |
| Choix du jury - Court-métrage                                                  | Han                                                     | Na Hong-jin                        | Corée du Sud |
| Choix du jury - Long métrage                                                   | Special                                                 | Hal Haberman et Jeremy Passmore    | États-Unis   |
| Choix des citoyens - Court-métrage                                             | The Eyes of Edward James                                | Rodrigo Gudiño                     | Canada       |
| Choix des citoyens - Long métrage                                              | The Matsugane Potshot Affair (Matsugane ransha jiken)   | Nobuhiro Yamashita                 | Japon        |
| Prix Fédération des festivals européens de film fantastique                    | 13 jeux de mort (13 เกมสยอง)                            | Chookiat Sakveerakul               | Thaïlande    |
| Prix Fédération des festivals européens de film fantastique - Mention spéciale | Victor and the Machine (Víctor y la máquina)            | Carlos Talamanca                   | Espagne      |

#### 2008
| Prix                                                                           | Film                                       | Lauréat                                                                                      | Pays         |
| ------------------------------------------------------------------------------ | ------------------------------------------ | -------------------------------------------------------------------------------------------- | ------------ |
| Meilleur de Puchon                                                             | The Chaser (Chugyeokja)                    | Na Hong-jin                                                                                  | Corée du Sud |
| Meilleur réalisateur                                                           | Morse                                      | Tomas Alfredson                                                                              |              |
| Meilleur acteur                                                                | Rule Number One (Dai yat gaai)             | Ekin Cheng et Shawn Yue                                                                      |              |
| Meilleure actrice                                                              | The Chaser (Chugyeokja)                    | Seo Young-hee                                                                                |              |
| Grand prix pour les courts-métrages                                            | The Facts in the Case of Mister Hollow     | Rodrigo Gudiño et Vincent Marcone                                                            | Canada       |
| Meilleur court-métrage coréen                                                  | A Coffee Vending Machine and Its Sword     | Jang Hyeong-yoon                                                                             |              |
| Choix du jury - Court-métrage                                                  | A Coffee Vending Machine and Its Sword     | Jang Hyeong-yoon                                                                             | Corée du Sud |
| Choix du jury - Long métrage                                                   | Morse                                      | Tomas Alfredson                                                                              | Suède        |
| Choix des citoyens - Court-métrage                                             | Schausteins letzter Film                   | Christian Klandt                                                                             | Allemagne    |
| Choix des citoyens - Long métrage                                              | Peur(s) du noir                            | Blutch, Charles Burns, Marie Caillou, Pierre Di Sciullo, Lorenzo Mattotti et Richard McGuire | France       |
| Prix Fédération des festivals européens de film fantastique                    | The Chaser (Chugyeokja)                    | Na Hong-jin                                                                                  | Corée du Sud |
| Prix Fédération des festivals européens de film fantastique - Mention spéciale | Hansel and Gretel                          | Yim Pil-sung                                                                                 | Corée du Sud |
| Prix Fédération des festivals européens de film fantastique - Mention spéciale | Tokyo Gore Police (Tôkyô zankoku keisatsu) | Yoshihiro Nishimura                                                                          | Japon        |

#### 2009
| Prix                                                        | Film                                                                              | Lauréat                                                    | Pays         |
| ----------------------------------------------------------- | --------------------------------------------------------------------------------- | ---------------------------------------------------------- | ------------ |
| Meilleur de Puchon                                          | The Forbidden Door (Pintu Terlarang)                                              | Joko Anwar                                                 | Indonésie    |
| Meilleur réalisateur                                        | The Crash                                                                         | Dante Lam                                                  |              |
| Meilleur acteur                                             | Pontypool                                                                         | Stephen McHattie                                           |              |
| Meilleure actrice                                           | Macabre (Rumah Dara)                                                              | Shareefa Daanish                                           |              |
| Grand prix pour les courts-métrages                         | The Horribly Slow Murderer with the Extremely Inefficient Weapon                  | Richard Gale                                               | États-Unis   |
| Meilleur court-métrage coréen                               | Munjiai                                                                           | Joung Yumi                                                 |              |
| Choix du jury - Court-métrage                               | Danse macabre                                                                     | Pedro Pires                                                | Canada       |
| Choix du jury - Long métrage                                | The Neighbor Zombie (Yieutjib jombi)                                              | Oh Young-doo, Ryoo Hoon, Hong Young-geun et Jang Youn-jung | Corée du Sud |
| Choix des citoyens - Court-métrage                          | The Horribly Slow Murderer with the Extremely Inefficient Weapon                  | Richard Gale                                               | États-Unis   |
| Choix des citoyens - Long métrage                           | The Neighbor Zombie (Yieutjib jombi)                                              | Oh Young-doo, Ryoo Hoon, Hong Young-geun et Jang Youn-jung | Corée du Sud |
| Prix Fédération des festivals européens de film fantastique | Chocolate (ช็อคโกแลต)                                                              | Prachya Pinkaew                                            | Thaïlande    |
| Mention spéciale - Court-métrage                            | Munjiai                                                                           | Joung Yumi                                                 | Corée du Sud |
| Mention spéciale - Long métrage                             | The Crash                                                                         | Nick Cheung                                                | Hong Kong    |
| Prix NETPAC                                                 | 8000 Miles (SR: Saitama no rappâ)                                                 | Yū Irie                                                    | Japon        |
| Prix NETPAC - Mention spéciale                              | Ain't No Tomorrows (Oretachi ni Asu wa Naissu) et Love Exposure (Ai no mukidashi) | Sakura Ando                                                | Japon        |
| Prix NETPAC - Mention spéciale                              | Love Exposure (Ai no mukidashi) et Pride (Puraido)                                | Hikari Mitsushima                                          |              |
| Prix NETPAC - Mention spéciale                              | Halfway (Harufuwei)                                                               | Eriko Kitagawa                                             |              |

### Années 2010

#### 2010
| Prix                                                        | Film                                | Lauréat           | Pays         |
| ----------------------------------------------------------- | ----------------------------------- | ----------------- | ------------ |
| Meilleur de Puchon                                          | 2010 : Blood Island                 | Jang Chul-soo     | Corée du Sud |
| Meilleur réalisateur                                        | Monsters                            | Gareth Edwards    |              |
| Meilleur acteur                                             | Fire of Conscience                  | Richie Ren        |              |
| Meilleure actrice                                           | Blood Island                        | Seo Young-hee     |              |
| Grand prix pour les courts-métrages                         | Play                                | David Kaplan      | États-Unis   |
| Meilleur court-métrage coréen                               | Rail                                | Myung Bae-young   |              |
| Choix du jury - Court-métrage                               | St. Christophorus: Roadkill         | Gregor Erler      | Allemagne    |
| Choix du jury - Long métrage                                | Confessions (Kokuhaku)              | Tetsuya Nakashima | Japon        |
| Choix des citoyens - Court-métrage                          | Meltdown                            | Dave Green        | États-Unis   |
| Choix des citoyens - Long métrage                           | Gintama                             | Shinji Takamatsu  | Japon        |
| Prix Fédération des festivals européens de film fantastique | Best Seller (Beseuteu Serreo)       | Lee Jeong-ho      | Corée du Sud |
| Prix Eterna                                                 | Blood Island                        | Jang Chul-soo     | Corée du Sud |
| Prix NETPAC                                                 | Permanent Nobara (Pâmanento Nobara) | Daihachi Yoshida  | Japon        |

#### 2011
| Prix                                                                           | Film                               | Lauréat                                 | Pays         |
| ------------------------------------------------------------------------------ | ---------------------------------- | --------------------------------------- | ------------ |
| Meilleur de Puchon                                                             | Rubber                             | Quentin Dupieux                         | France       |
| Meilleur réalisateur                                                           | The Murderer                       | Na Hong-jin                             |              |
| Meilleur acteur                                                                | Revenge: A Love Story              | Juno Mak                                |              |
| Meilleure actrice                                                              | Kill List                          | MyAnna Buring                           |              |
| Grand prix pour les courts-métrages                                            | Dead on Time                       | Kostas Skiftas                          | Grèce        |
| Meilleur court-métrage coréen                                                  | The Adults' Flesh                  | Jeong Ki-jeong                          |              |
| Choix du jury - Court-métrage                                                  | The Origin of Creatures            | Floris Kaayk                            | Pays-Bas     |
| Choix du jury - Long métrage                                                   | Operation Tatar (Tatar Ajillagaa)  | Bat-Ulzii Baatar                        | Mongolie     |
| Choix des citoyens - Court-métrage                                             | The Southern Plains                | Oh Donguk                               | Corée du Sud |
| Choix des citoyens - Long métrage                                              | Slapstick Brothers (Manzai gyangu) | Hiroshi Shinagawa                       | Japon        |
| Prix Fédération des festivals européens de film fantastique                    | Bloody Fight in Iron-Rock Valley   | Ji Ha-jean                              | Corée du Sud |
| Prix Fédération des festivals européens de film fantastique - Mention spéciale | Rabies (Kalevet) de ()             | Aharon Keshales et Navot Papushado (en) | Israël       |
| Prix Eterna                                                                    | Bloody Fight in Iron-Rock Valley   | Ji Ha-jean                              | Corée du Sud |
| Prix NETPAC                                                                    | Hospitalité (Kantai)               | Kōji Fukada                             | Japon        |
| Youth Film Academy Award                                                       | Misunderstanding                   | Kim Soo-jung                            | Corée du Sud |
| Youth Film Academy Award Chairman's Prize                                      | The Cheater                        | Kim Seoung-kyuen                        | Corée du Sud |
| Youth Film Academy Award Festival Director's Prize                             | Like a Genie                       | Min Soo-ji                              | Corée du Sud |

#### 2012
| Prix                                                                  | Film                             | Lauréat              | Pays         |
| --------------------------------------------------------------------- | -------------------------------- | -------------------- | ------------ |
| Meilleur de Puchon                                                    | Space Brothers (Uchū Kyōdai)     | Yoshitaka Mori       | Japon        |
| Meilleur réalisateur                                                  | Citadel                          | Ciaran Foy           |              |
| Meilleur acteur                                                       | Citadel                          | Aneurin Barnard      |              |
| Meilleure actrice                                                     | King Kelly                       | Louisa Krause        |              |
| Grand prix pour les courts-métrages                                   | The Fantastic Duo                | Jeon Byeong-deock    | Corée du Sud |
| Meilleur court-métrage coréen                                         | The Birth of a Hero              | Han Ji-hye           |              |
| Choix du jury - Court-métrage                                         | Rootless Hearts (Samayou shinzô) | Toshiko Hata         | Japon        |
| Choix du jury - Long métrage                                          | King Kelly de                    | Andrew Neel          | États-Unis   |
| Choix des citoyens - Court-métrage                                    | Poison Frog de                   | Ko Jung-wook         | Corée du Sud |
| Choix des citoyens - Long métrage                                     | Space Brothers (Uchū Kyōdai)     | Yoshitaka Mori       | Japon        |
| Prix Fédération des festivals européens de film fantastique           | Lee's Adventure                  | Frant Gwo et Yang Li | Chine        |
| Prix Eterna                                                           | Super Virgin                     | Back Seung-kee       | Corée du Sud |
| Prix NETPAC                                                           | Vulgaria (Dai juk hei kek)       | Pang Ho-Cheung       | Hong Kong    |
| Youth Film Academy Award                                              | Penpal, Wanted                   | Heo Jun-won          | Corée du Sud |
| Youth Film Academy Award Chairman's Prize                             | See, Saw                         | Ahn So-hyun          | Corée du Sud |
| Youth Film Academy Award Festival Director's Prize                    | Wriggle                          | Shim Jae-min         | Corée du Sud |
| Youth Film Academy Award Gyeonggi Superintendent of Education's Prize | Bang!                            | Yun Ji-ae            | Corée du Sud |

#### 2013
| Prix                                                        | Film                                                  | Lauréat          | Pays         |
| ----------------------------------------------------------- | ----------------------------------------------------- | ---------------- | ------------ |
| Meilleur de Puchon                                          | Touristes                                             | Ben Wheatley     | Royaume-Uni  |
| Meilleur réalisateur                                        | Ugly                                                  | Anurag Kashyap   |              |
| Meilleur acteur                                             | On the Job                                            | Joel Torre       |              |
| Meilleure actrice                                           | Touristes                                             | Alice Lowe       |              |
| Choix du producteur                                         | The Agent et Dodookdeul                               | Jeon Ji-hyeon    |              |
| Grand prix pour les courts-métrages                         | Eat                                                   | Moritz Krämer    | Allemagne    |
| Meilleur court-métrage coréen                               | Two Boys and a Sheep (Sonyeon-gwa yang)               | Lee Hyung-suk    |              |
| Choix du jury - Court-métrage                               | 8                                                     | Lee Sangil       | Corée du Sud |
| Choix du jury - Long métrage                                | On the Job                                            | Erik Matti       | Philippines  |
| Choix des citoyens - Court-métrage                          | Two Boys and a Sheep (Sonyeon-gwa yang)               | Lee Hyung-suk    | Corée du Sud |
| Choix des citoyens - Long métrage                           | Secretly, Greatly                                     | Jang Chul-soo    | Corée du Sud |
| Prix NETPAC                                                 | The Kirishima Thing (Kirishima, bukatsu yamerutte yo) | Daihachi Yoshida | Japon        |
| LG Hi-Entech Award                                          | Oldmen Never Die (Jug-ji-anh-a)                       | Whang Cheol-mean | Corée du Sud |
| Prix Fédération des festivals européens de film fantastique | Talaash                                               | Reema Kagti      | Inde         |

#### 2014
| Prix                                                                           | Film                                                                                           | Lauréat           | Pays                 |
| ------------------------------------------------------------------------------ | ---------------------------------------------------------------------------------------------- | ----------------- | -------------------- |
| Meilleur de Puchon                                                             | The Dark Valley (Das finstere Tal)                                                             | Andreas Prochaska | Autriche / Allemagne |
| Meilleur réalisateur                                                           | Dead Snow 2                                                                                    | Tommy Wirkola     |                      |
| Meilleur acteur                                                                | Dead Snow 2                                                                                    | Vegar Hoel        |                      |
| Meilleure actrice                                                              | Mister Babadook                                                                                | Essie Davis       |                      |
| Grand prix pour les courts-métrages                                            | Habana                                                                                         | Édouard Salier    | France               |
| Meilleur court-métrage coréen                                                  | Mould                                                                                          | Park Chun-kyu     |                      |
| Choix du jury - Court-métrage                                                  | Raging Balls of Steel Justice                                                                  | Michael Mort      | Royaume-Uni          |
| Choix du jury - Long métrage                                                   | The Midnight After (Na yeh ling san, ngo joa seung liu Wong Gok hoi wong dai bou dik hung Van) | Fruit Chan        | Chine / Hong Kong    |
| Choix des citoyens - Court-métrage                                             | Intruder                                                                                       | Park Geun-buem    | Corée du Sud         |
| Choix des citoyens - Long métrage                                              | Dead Snow 2 (Død snø 2)                                                                        | Tommy Wirkola     | Islande / Norvège    |
| Mention spéciale - Court-métrage                                               | Shadow                                                                                         | Lorenzo Recio     | France / Taïwan      |
| Mention spéciale - Court-métrage                                               | Something                                                                                      | Jeong Sung-rak    | Corée du Sud         |
| Prix NETPAC                                                                    | Wood Job! (Kamusari naa naa Nichijō)                                                           | Shinobu Yaguchi   | Japon                |
| LG Hi-Entech Award                                                             | 18: Eighteen Noir (18: Woo-ri-deul-eui seong-jang neu-wa-reu)                                  | Han Yunsun        | Corée du Sud         |
| Prix Fédération des festivals européens de film fantastique                    | Mourning Grave (Sonyeogoedam)                                                                  | Oh In-chun        | Corée du Sud         |
| Prix Fédération des festivals européens de film fantastique - Mention spéciale | Broken (Banghwanghaneun Kalnal)                                                                | Lee Jeong-ho      | Corée du Sud         |

#### 2015
| Prix                                                                           | Film                                         | Lauréat                                                | Pays                |
| ------------------------------------------------------------------------------ | -------------------------------------------- | ------------------------------------------------------ | ------------------- |
| Meilleur de Puchon                                                             | Port of Call (Tà Xuè Xún Méi)                | Philip Yung                                            | Hong Kong           |
| Meilleur réalisateur                                                           | Turbo Kid                                    | Anouk Whissell, François Simard et Yoann-Karl Whissell |                     |
| Meilleur acteur                                                                | Mort à Buenos Aires (Muerte en Buenos Aires) | Chino Darín                                            |                     |
| Meilleure actrice                                                              | Port of Call (Tà Xuè Xún Méi)                | Jessie Li                                              |                     |
| Meilleur court-métrage coréen                                                  | The Scoundrels                               | Ahn Seung-hyuk                                         |                     |
| Grand prix pour les courts-métrages                                            | Reunion (Tuolla puolen)                      | Iddo Soskolne et Janne Reinikainen                     | Finlande            |
| Choix du jury - Court-métrage                                                  | A Love Story                                 | Steven Baker                                           | Nouvelle-Zélande    |
| Choix du jury - Long métrage                                                   | Coin Locker Girl                             | Han Jun-hee                                            | Corée du Sud        |
| Choix des citoyens - Court-métrage                                             | Sweet Family                                 | Park Joong-ha                                          | Corée du Sud        |
| Choix des citoyens - Long métrage                                              | Jönssonligan: Den perfekta stöten            | Alain Darborg                                          | Suède               |
| Mention spéciale - Court-métrage                                               | The Fisherman                                | Alejandro Suárez Lozano                                | Espagne / Hong Kong |
| Mention spéciale - Long-métrage                                                | Port of Call (Tà Xuè Xún Méi)                | Philip Yung (prix distribué à Michael Ning)            | Hong Kong           |
| Mention spéciale - Long-métrage                                                | Coin Locker Girl                             | Han Jun-hee (prix distribué à Kim Go-eun)              | Corée du Sud        |
| Prix NETPAC                                                                    | 100 Yen Love (Hyakuen no koi)                | Masaharu Take                                          | Japon               |
| LG Hi-Entech Award                                                             | Alice: Boy from Wonderland                   | Huh Eun-hee                                            | Corée du Sud        |
| Prix Fédération des festivals européens de film fantastique                    | Assassination Classroom (Ansatsu kyôshitsu)  | Eiichirō Hasumi                                        | Japon               |
| Prix Fédération des festivals européens de film fantastique - Mention spéciale | Bombay Velvet                                | Anurag Kashyap                                         | Inde                |

#### 2016
| Prix                                | Film                           | Lauréat       |
| ----------------------------------- | ------------------------------ | ------------- |
| Meilleur de Puchon                  | The Strangers (The Wailing)    | Na Hong-jin   |
| Meilleur réalisateur                |                                |               |
| Meilleur acteur                     | Autohead (en)                  | Deepak Sampat |
| Meilleure actrice                   | Vingt et une nuits avec Pattie | Karin Viard   |
| Meilleur court-métrage coréen       |                                |               |
| Grand prix pour les courts-métrages |                                |               |
| Choix du jury - Court-métrage       | Tim Ellrich                    |               |
| Choix du jury - Long métrage        | Under the Shadow               | Babak Anvari  |
| Choix des citoyens - Court-métrage  | The Bathtub (en)               | Tim Ellrich   |
| Choix des citoyens - Long métrage   | The Strangers (The Wailing)    | Na Hong-jin   |

#### 2017
| Prix               | Film        | Lauréat                         |
| ------------------ | ----------- | ------------------------------- |
| Meilleur de Puchon | The Endless | Aaron Moorhead et Justin Benson |

#### 2018
| Prix               | Film | Lauréat | Pays |
| ------------------ | ---- | ------- | ---- |
| Meilleur de Puchon |      |         |      |